# Fena Lake
Fena Lake (również: Fena Reservoir) – sztuczny zbiornik wodny położony w południowo-centralnej części wyspy Guam w Mikronezji. Znajduje się na terenie kontrolowanym przez marynarkę wojenną USA, w obrębie tzw. Southern Uplands – górzystego obszaru wewnętrznego wyspy.

## Położenie
Zbiornik położony jest na terenie gęsto zalesionym, pomiędzy miejscowościami Sånta Rita-Sumai, Hågat i Talo’fo’fo, na wysokości około 33 m n.p.m. Region ten stanowi główną część zasobną w wodę powierzchniową na Guamie.

## Historia

### Okres przed kolonialny i hiszpański
Teren obecnego zbiornika był zamieszkany od okresu latte (ok. 800–1700 n.e.). Znaleziono tu liczne fundamenty latte – tradycyjnych kamiennych podstaw domostw kultury CHamoru. W epoce kolonizacji hiszpańskiej dolina została objęta polityką tzw. redukcji osadnictwa, a następnie przekształcona w wiejskie gospodarstwa CHamoru.

### II wojna światowa
23 lipca 1944 roku w dolinie Fena doszło do masakry ponad 30 cywilów z pobliskich wiosek Hågat i Sumai, dokonanej przez japońskich żołnierzy. Masakra ta jest corocznie upamiętniana jako część obchodów Liberation Day.

### Budowa zbiornika
Zbiornik Fena został zbudowany w latach 1950–1951 przez Marynarkę Wojenną Stanów Zjednoczonych w celu zapewnienia dostaw wody dla Guamu. Powstała zapora o wysokości 26 metrów oraz system rurociągów i stacja uzdatniania wody. Pojemność początkowa wynosiła 8365 akro-stóp (10 318 050 m³).

## Charakterystyka
Zbiornik ma powierzchnię 81 hektarów. W wyniku zamulenia z rzek Imong i Almagosa jego pojemność zmniejszyła się do 6915 akro-stóp ( 8 528 253 m³ - stan na 2014 r.). Obszar zbiornika obejmuje także rozległe tereny leśne i sawanny.

## Ekosystem
W Fena Lake żyją m.in. tilapie, sumy, węgorze i krewetki. W okolicznych lasach występują dziki, jelenie oraz dzikie bawoły wodne (carabao). Obszar jest również miejscem występowania kokoszki ciemnej (Gallinula chloropus guami) i innych gatunków zagrożonych.

## Stanowiska archeologiczne
W okolicy zachowały się pozostałości stanowisk latte, w tym stanowiska Fena i Mepo. Kamienie latte ze stanowiska Mepo zostały w 1955 roku przeniesione do Hagåtña, gdzie obecnie znajdują się w Parku Pamięci Angel Santos.

## Dostępność
Zbiornik znajduje się na terenie zamkniętym (baza wojskowa), jednak corocznie otwierany jest dla uczestników obchodów pamięci ofiar masakry z 1944 roku.